# 헝산루역
헝산루역(衡山路站)은 중국 상하이시 쉬후이구 톈핑루 가도 가오안로, 융자로 교차로-우루무치 남로 사이의 헝산로(衡山路)에 위치한 상하이 지하철 1호선의 지하철역이다. 상하이시 터널 설계원에서 설계하였다. 역은 1993년 7월 22일 공사 중 붕괴사고가 발생해 주변 헝산로 259 3층짜리 주택의 벽체가 갈라졌다.

## 역 구조

### 층별 구조
| 지면층   | 출구                            |                                                  |
| 지하 1층 | 대합실                          | 출구, 고객 센터, 자동 매표기, 수동 서비스 카운터 |
| 지하 2층 | ←                               | █ 1호선 푸진루 방면 (창수루)                     |
| 지하 2층 | 섬식 승강장, 왼쪽 출입문이 열림 |                                                  |
| 지하 2층 | →                               | █ 1호선 신좡 방면 (쉬자후이)                     |

### 대합실
헝산로역 대합실은 지하 1층에 위치하고 있으며, 기둥 없는 대경간 아치 구조로 길이 233m, 폭 17m이다. 대합실 남쪽에는 상하이 지하철을 주제로 한 벽화 한세트가 있다.

### 승강장
형산로역 승강장은 지하 2층에 위치하고 있으며, 기둥이 없는 단일 경간 구조이다.

## 출구

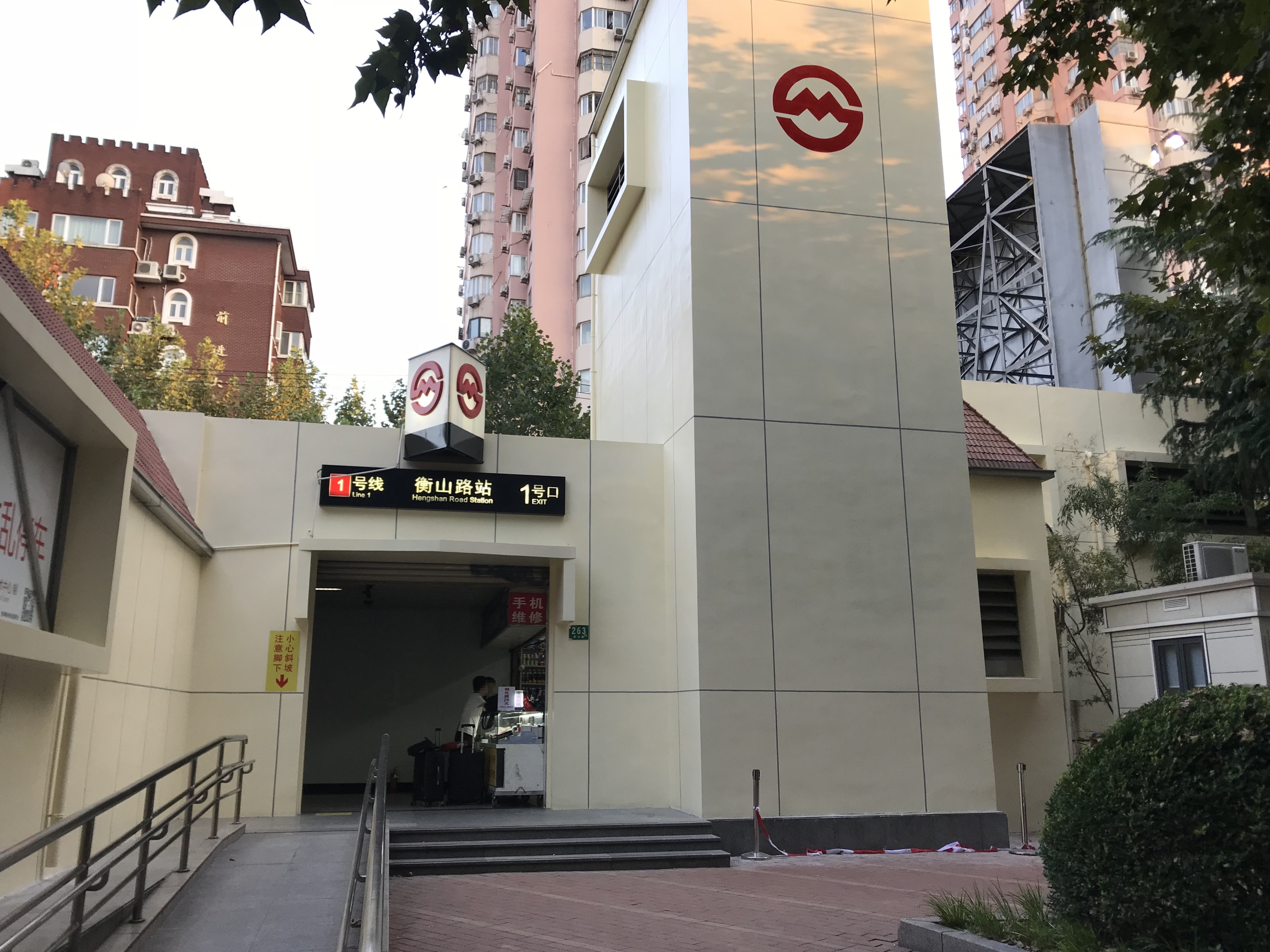
1번 출구

- 1번 출구: 수후이구 공증처(徐汇区公证处), 융자로(永嘉路), 헝산로(衡山路)
- 2번 출구: 헝산로, 가오란로(高安路), 상하이 도서관
- 3번 출구: 헝산로
- 4번 출구: 헝산로，우루무치 남로(乌鲁木齐南路), 국제 예배당(上国际礼拜堂)

## 연결 교통

### 버스
15, 49, 93, 96, 167, 236, 315, 320, 548, 816, 824, 830, 911, 920, 926, 927

## 인근 역세권
- 상하이 도서관(上海图书馆)